# Eugène Mullendorff
Jean Eugène Mullendorff-Sirtaine, né le 29 mars 1834 à Verviers et y décédé le 28 janvier 1920, fut un homme politique belge wallon.

## Biographie
Franc-maçon notoire, il fut fabricant de fil textile; élu conseiller communal en 1865, il fut échevin et bourgmestre de Verviers et conseiller provincial de Liège; il fut élu député de Verviers.
Il fut décoré de la Croix civile de Guerre (1919) et fut chevalier de l'ordre de Léopold.
Il est inhumé au Cimetière de Verviers.

## Sources
- Liberaal Archief